# Gary Chapman (autor)
Gary Demonte Chapman (ur. 10 stycznia 1938 w China Grove w Karolinie Północnej) – amerykański pastor, pisarz i prowadzący programy radiowe. Opublikował serię książek Pięć języków miłości dotyczących relacji międzyludzkich. 

## Życiorys
Urodził się 10 stycznia 1938 r. w China Grove w Karolinie Północnej.
Jest absolwentem Moody Bible Institute i posiada tytuł Bachelor of Arts (B.A.) i Master of Arts (M.A.) z antropologii na Wheaton College i Wake Forest University. Uzyskał także tytuł Master of Religious Education i doktorat z filozofii w zakresie edukacji dorosłych na Southwestern Baptist Theological Seminary.
Kiedy miał wyjechać jako misjonarz do Nigerii, jego żona zachorowała. Dołączył do personelu Calvary Baptist Church w Winston-Salem w 1971 roku i dzieli obowiązki zawodowe z opieką nad chorą współmałżonką.
Najbardziej znany jest ze swojej koncepcji „pięciu języków miłości”, pomagającej ludziom wyrażać i otrzymywać miłość wyrażoną w jednym z pięciu języków: wyrażeń afirmatywnych, wspólnego czasu, prezentów, drobnych przysług lub fizycznego dotyku. Chapman twierdzi, że chociaż każdy z tych języków jest doceniany do pewnego stopnia przez wszystkich ludzi, człowiek zwykle mówi jednym, podstawowym językiem. Pierwszą z wielu książek promujących jego koncepcję „pięciu języków miłości” było The Five Love Languages: How to Express Heartfelt Commitment to Your Mate, opublikowane po raz pierwszy w 1992 roku. Książka sprzedała się w ponad 12 milionach egzemplarzy w języku angielskim; przetłumaczona została na 49 innych języków, a od 2007 r. konsekwentnie utrzymuje się na liście bestsellerów The New York Timesa.
Wydał także specjalne wersje książki dla osób samotnych, dla mężczyzn oraz dla rodziców wychowujących dzieci. Jest też współautorem książki The Five Languages of Apology wraz z dr Jennifer Thomas, w której autorzy koncentrują się tematyce przepraszania i przyjmowania przeprosin. Prowadzi audycje radiowe w Moody Radio Network i ponad 400 innych stacjach.
Jest żonaty z Karolyn J. Chapman. Mają dwoje dorosłych dzieci, Shelley i Dereka.

## Wybrane publikacje przetłumaczone na język polski
- 5 języków miłości, tłum. Jakub Czernik, Wydawnictwo Esprit, Kraków 2014[9];
- 5 języków miłości dla singli, tłum. Jakub Czernik, Wydawnictwo Esprit, Kraków 2017[10];
- 5 języków miłości dla mężczyzn, tłum. Jakub Czernik, Wydawnictwo Esprit, Kraków 2016[11];
- Małżeństwo jakiego zawsze chcieliście, tłum. Dagmara Pędrak, Wydawnictwo Esprit, Kraków 2016[12];
- Kiedy przepraszam to za mało (współautorstwo z Jennifer Thomas), tłum. Magdalena Partyka, Wydawnictwo Esprit, Kraków 2017[13].